# Cyrtodactylus khasiensis
Cyrtodactylus khasiensis là một loài thằn lằn trong họ Gekkonidae. Loài này được Jerdon mô tả khoa học đầu tiên năm 1870.